# 苏维埃共和国
苏维埃共和国（羅馬化：Sovetskaya respublika），又称委员会共和国，是指一个由苏维埃（工人委员会）组成政府并以苏维埃民主为基础的共和国。尽管这个术语通常与苏联加盟共和国联系在一起，但最初它并不是用来表示苏联的政治架构，而只是指一种民主形式。在第一次世界大战后期，欧洲各地有几次革命性的工人运动以苏维埃共和国的名义宣布独立。